# تپه یاریم قیه علیا
تپه یاریم قیه علیا مربوط به هزاره ۱-از سدهٔ ۶ تا ۸ ه.ق است و در شهرستان ماکو، بخش مرکزی، روستای یاریم قیه علیا واقع شده و این اثر در تاریخ ۲۳ شهریور ۱۳۸۲ با شمارهٔ ثبت ۱۰۰۳۶ به‌عنوان یکی از آثار ملی ایران به ثبت رسیده است.